# Trechus roanicus
Trechus roanicus är en skalbaggsart som beskrevs av Barr. Trechus roanicus ingår i släktet Trechus och familjen jordlöpare. Inga underarter finns listade i Catalogue of Life.